# Kalleh Mazandaran Volleyball Club
Kalleh Mazandaran Volleyball Club (em persa: باشگاه والیبال کاله مازندران ‎), ou simplesmente Kalleh Mazandaran, ou ainda Kaleh, é um time de voleibol masculino iraniano localizado na cidade de Amol, em Mazandaran.Clube bicampeão da Superliga Iraniana.Na história das competições continentais alcançou o bronze no Campeonato Asiático na temporada 2011-12 e o ouro na edição correspondente a temporada 2012/13, obtendo a qualificação para o Campeonato Mundial de Clubes de 2013 encerrando na sétima posição.

## História
Devido à falta de modalidades esportivas acadêmicas e profissionais na cidade, o grupo Solico ، Kalleh estabeleceu e criou o clube em 1989.

## Títulos

### Internacionais
- Campeonato Asiático - 2012/13

### Nacionais
- Superliga Iraniana - 2011/12 e 2012/13